# Tokiwabashi Tower
Tokiwabashi Tower (常盤橋タワー, Tokiwabashi Tawā) est un gratte-ciel de l'arrondissement spécial de Chiyoda à Tokyo. Situé dans le quartier d'affaires d'Ōtemachi, le projet a commencé en 2018 et terminé en juin 2021.
Conçu par Mitsubishi Jisho Design (ja) et développé par Mitsubishi Estate, il est construit dans le nouveau développement urbain Tokyo Torch (en), avec Torch Tower (en), qui à sa complétion en 2027-2028 sera le plus haut édifice du Japon.

## Histoire
Situé dans le deuxième bloc d'Ōtemachi, près du pont Tokiwa (ja) (常盤橋, Tokiwa-bashi) et devant la gare de Tokyo, le projet a été annoncé le 17 septembre 2020 lors d'une conférence de presse tenue par Mitsubishi Estate, qui annonce le lancement du projet Torch Tower (en), et sa première tour, Tokiwabashi Tower,. La construction du Tokiwabashi Tower avait déjà commencé en janvier 2018.
La tour est terminée le 30 juin 2018. Elle se tient sur l'emplacement de deux anciennes tours démolies à l'occasion en 2017 : le Daiwa Gofukubashi Building (ja) (大和呉服橋ビル) de 38,5 mètres et construit en 1956, et le JX Building (ja) (JXビル), d'une hauteur de 84 mètres et construite en 1970 sous le nom Shin'nippon Seitetsu (ja) Building,. À sa complétion, elle le plus haut édifice d'Ōtemachi, dépassant le Yomiuri Shimbun Building et ses 200 mètres. Des espaces verts sont aussi intégrés près de la tour, dénommés « Tokyo Torch Park » et « Tokyo Torch Terrace ».

## Apparence et conception
La Tokiwabashi Tower mesure 212,0 mètres et comporte 38 étages, en plus de 5 sous-sols. La tour occupe 31 372 mètres carrés du terrain sur lequel elle est située, pour une superficie totale de 146 000 mètres carrés. 39 ascenseurs la desservent, et 176 unités de stationnement sont disponibles.
L'entrée principale, un immense espace entouré de poutres, donnant sur la gare de Tokyo, permet accès à l'espace commercial commun, à l'atrium du premier étage et au hall d'entrée des bureaux du deuxième étage. L'intérieur s'inspire de la maçonnerie et des arches du pont Tokiwa, ainsi que de la verdure le long de la rivière Nihonbashi. L'extérieur de la tour est recouverte d'un revêtement en forme de treillis. L'idée était d'exprimer la mémoire de ce lieu, où étaient concentrées les entreprises du secteur de l'acier, comme Nippon Steel, grâce à l'aspect métallique du treillis. Les bureaux situés aux étages standards utilisent un recouvrement en plastique pour réduire la condensation d'environ 50 %, et les salles d'équipement et de machines les plus importantes, sont situées du 4e au 7e étage pour renforcer un plan d'action contre les dommages causés par l'eau.
Le parc Tokyo Torch, ouvert au public au centre de l'îlot urbain, est relié à l'espace riverain de la rivière Nihonbashi et au parc Tokiwabashi, qui préserve une partie des ruines de la porte du pont Tokiwa, un site désigné au niveau national. En outre, des terrasses et des corridors qui relient les différentes sections sont aménagées dans les établissements de restauration des niveaux inférieurs.
En 2027, la Torch Tower de 390 mètres, qui sera la plus haute tour du Japon, devrait ouvrir à côté de la Tokiwabashi Tower. Le grand stationnement existant dans la partie inférieure du site prévu, le Nippon Parking Centre (ja), cessera ses activités à la fin du mois de mars 2016 afin de commencer le réaménagement, et rouvrira après rénovation,.

## Occupation
La tour est occupée en majorité par des bureaux, mais comprend plusieurs restaurants, ainsi qu'un grand stationnement.